# Ellipteroides maestus
Ellipteroides maestus là một loài ruồi trong họ Limoniidae. Chúng phân bố ở vùng Tân nhiệt đới.